# Дімітриос Пелкас
Дімітриос Пелкас (грец. Dīmītrios Pelkas, нар. 26 жовтня 1993, Янниця) — грецький футболіст, півзахисник клубу ПАОК і національної збірної Греції.
Чемпіон Греції. Триразовий володар Кубка Греції. 

## Клубна кар'єра
Народився 26 жовтня 1993 року в місті Янниця. Вихованець футбольної школи клубу ПАОК. Дорослу футбольну кар'єру розпочав 2012 року в основній команді того ж клубу, в якій провів один сезон, взявши участь у 10 матчах чемпіонату. 
Протягом 2013—2014 років на умовах оренди захищав кольори команди клубу «Аполлон» (Каламарія).
Згодом був орендований португальською «Віторією» (Сетубал), за яку грав протягом 2014–2015 років.
До складу ПАОК повернувся 2015 року. В сезонах 2016/17 і 2017/18 допомагав команді вибороти Кубок Греції.

## Виступи за збірні
2011 року дебютував у складі юнацької збірної Греції, взяв участь у 3 іграх на юнацькому рівні.
Протягом 2012–2014 років залучався до складу молодіжної збірної Греції. На молодіжному рівні зіграв у 10 офіційних матчах.
2015 року дебютував в офіційних матчах у складі національної збірної Греції.
| Дата       | Місто      | Господарі         | Результат | Гості             | Турнір                               | Голи | Примітки |
| ---------- | ---------- | ----------------- | --------- | ----------------- | ------------------------------------ | ---- | -------- |
| 8-10-2015  | Белфаст    | Північна Ірландія | 3 – 1     | Греція            | Відбір до ЧЄ 2016                    | -    | 71'      |
| 11-10-2015 | Пірей      | Греція            | 4 – 3     | Угорщина          | Відбір до ЧЄ 2016                    | -    |          |
| 13-11-2015 | Люксембург | Люксембург        | 1 – 0     | Греція            | товариський матч                     | -    | 46'      |
| 12-11-2017 | Афіни      | Греція            | 0 – 0     | Хорватія          | Відбір до ЧС 2018                    | -    | 78'      |
| 23-3-2018  | Афіни      | Греція            | 0 – 1     | Швейцарія         | товариський матч                     | -    | 76'      |
| 27-3-2018  | Цюрих      | Єгипет            | 0 – 1     | Греція            | товариський матч                     | -    | 54'      |
| 15-5-2018  | Севілья    | Саудівська Аравія | 2 – 0     | Греція            | товариський матч                     | -    | 74'      |
| 8-9-2018   | Таллінн    | Естонія           | 0 – 1     | Греція            | Ліга націй УЄФА 2018-2019 - 1-й етап | -    | 90+2'    |
| 11-9-2018  | Будапешт   | Угорщина          | 2 – 1     | Греція            | Ліга націй УЄФА 2018-2019 - 1-й етап | -    |          |
| 12-10-2018 | Афіни      | Греція            | 1 – 0     | Угорщина          | Ліга націй УЄФА 2018-2019 - 1-й етап | -    | 85'      |
| 15-10-2018 | Гельсінкі  | Фінляндія         | 2 – 0     | Греція            | Ліга націй УЄФА 2018-2019 - 1-й етап | -    | 73'      |
| 15-11-2018 | Афіни      | Греція            | 1 – 0     | Фінляндія         | Ліга націй УЄФА 2018-2019 - 1-й етап | -    | 84'      |
| 30-5-2019  | Анталія    | Туреччина         | 2 – 1     | Греція            | товариський матч                     | -    | 46'      |
| 11-6-2019  | Афіни      | Греція            | 2 – 3     | Вірменія          | Відбір до ЧЄ 2020                    | -    | 19' 68'  |
| 5-9-2019   | Тампере    | Фінляндія         | 1 – 0     | Греція            | Відбір до ЧЄ 2020                    | -    | 60' 66'  |
| 11-10-2020 | Афіни      | Греція            | 2 – 0     | Молдова           | Ліга націй УЄФА 2020—2021 - 1-й етап | -    | 76'      |
| 14-10-2020 | Афіни      | Греція            | 0 – 0     | Косово            | Ліга націй УЄФА 2020—2021 - 1-й етап | -    | 73'      |
| 11-11-2020 | Афіни      | Греція            | 2 – 1     | Кіпр              | товариський матч                     | -    | 46'      |
| 3-6-2021   | Брюссель   | Бельгія           | 1 – 1     | Греція            | товариський матч                     | -    | 59'      |
| 6-6-2021   | Малага     | Норвегія          | 1 – 2     | Греція            | товариський матч                     | -    | 75'      |
| 9-10-2021  | Батумі     | Грузія            | 0 – 2     | Греція            | Відбір до ЧС 2022                    | 1    | 46'      |
| 12-10-2021 | Стокгольм  | Швеція            | 2 – 0     | Греція            | Відбір до ЧС 2022                    | -    | 71'      |
| 11-11-2021 | Афіни      | Греція            | 0 – 1     | Іспанія           | Відбір до ЧС 2022                    | -    | 78'      |
| 14-11-2021 | Афіни      | Греція            | 1 – 1     | Косово            | Відбір до ЧС 2022                    | -    | 80'      |
| 25-3-2022  | Бухарест   | Румунія           | 0 – 1     | Греція            | товариський матч                     | -    | 81'      |
| 28-3-2022  | Подгориця  | Чорногорія        | 1 – 0     | Греція            | товариський матч                     | -    | 77'      |
| 24-9-2022  | Ларнака    | Кіпр              | 1 – 0     | Греція            | Ліга націй УЄФА 2022—2023 - 1-й етап | -    | 78'      |
| 27-9-2022  | Афіни      | Греція            | 3 – 1     | Північна Ірландія | Ліга націй УЄФА 2022—2023 - 1-й етап | 1    | 67'      |
| 17-11-2022 | Та-Калі    | Мальта            | 2 – 2     | Греція            | товариський матч                     | -    | 68'      |
| Усього     |            | Матчів            | 29        |                   | Голів                                | 2    |          |

## Титули і досягнення
- Чемпіон Греції (1):

ПАОК: 2018–19
- Володар Кубка Греції (3):

ПАОК: 2016–17, 2017–18, 2018–19